# Брид, Деметрио
Деметрио Онорато Брид Лассо (исп. Demetrio Honorato Brid Lasso, 21 декабря 1859 — 21 мая 1917) — колумбийский политик, считается первым фактическим главой независимой Панамы.

## Биография
Родился в 1859 году в городе Панама, его родителями были уроженец Картахены (Колумбия) доктор Федерико Альберто Брид Чирино и панамка Хосефа Каетана Лассо-и-Парадес. С 13 лет стал работать в газете «La Estrella de Panamá», проработал там 45 лет, в итоге став её владельцем на паях с поэтом Гаспаром Октавио Эрнандесом.
В молодости вступил в Консервативную партию. 1 сентября 1890 года был избран в Муниципальный совет округа Панама, а с сентября 1892 года стал его президентом (в итоге он избирался его президентом 8 раз).
Когда в 1903 году началось обсуждение договора Хэя—Эррана, Брид, будучи главой Муниципального совета Панамы (который рассматривался как главный из 18 округов, составлявших Департамент Панама), инициировал процесс обсуждения этого договора с главами остальных панамских муниципальных советов. Обсуждение проходило с 23 июня по 2 августа 1903 года, и лишь один из округов высказался против. Письмо с итогами обсуждения было отправлено в Высший законодательный совет Колумбии, и поэтому, когда 12 августа Сенат Колумбии отверг договор, началось отделение Панамы от Колумбии. Благодаря своим связям, Брид был в курсе о существовании Революционной хунты. Когда 3 ноября 1903 года была провозглашена независимость Панамы, Брид собрал чрезвычайную сессию Муниципального совета округа Панама, на которой было принято решение послать телеграмму президенту США с информацией о случившемся, проинформировать о событиях глав остальных панамских округов, и собрать на следующий день открытое заседание муниципального совета на городской площади. Таким образом, сразу после провозглашения независимости Деметрио Брид стал исполнять функции фактического главы государства.
На открытом заседании Муниципального совета, состоявшемся 4 ноября 1903 года на городской площади, была избрана Временная правящая хунта Панамы, состоящая из Хосе Агустина Аранго, Федерико Бойда и Томаса Ариаса.
В феврале 1904 года Деметрио Брид был вице-президентом Национального Конституционного Конвента, разработавшего конституцию страны. В августе 1904 года стал президентом Электорального совета страны. В 1906 году был назначен генеральным консулом в Генуе. С 1908 года стал губернатором провинции Панама, занимал различные посты в Министерстве внешних сношений. С 1912 года стал директором Музея естественной истории.